# Caspar Hirschi
Caspar Hirschi (* 16. April 1975 in Zürich) ist ein Schweizer Historiker. Er ist Professor für Allgemeine Geschichte an der Universität St. Gallen.
Zu den Schwerpunkten seiner Forschung zählen Geschichte und Theorie des Nationalismus, die frühneuzeitliche Gelehrtenkultur, die Organisation wissenschaftlicher Institutionen sowie die Rollen des Kritikers, Experten und Intellektuellen seit der Aufklärung.

## Leben
Caspar Hirschi studierte ab 1995 Geschichte und deutsche Literatur an den Universitäten Freiburg im Üechtland und Tübingen und schloss 2001 mit dem Master ab. Von 2001 bis 2006 war er in Freiburg als Assistent tätig und wurde dort 2004 zum Thema Nationalismus im Zeitalter von Humanismus und Reformation promoviert. Im Rahmen seines Habilitationsprojekts zum Thema The Republic of Letters. Scholarly Self-Fashioning in England and France, 1715–1775 forschte und lehrte er von 2007 bis 2010 als Fellow am Clare College der Universität Cambridge. Von 2010 bis 2013 war er Ambizione-Stipendiat des Schweizerischen Nationalfonds an der Professur für Wissenschaftsforschung der ETH Zürich. Seit 2012 ist er als Nachfolger von Rolf Peter Sieferle Ordinarius für Geschichte an der Universität St. Gallen. Er ist seit 2014 Mitglied im Evaluationsausschuss des Deutschen Wissenschaftsrates.
Caspar Hirschi ist seit 2006 freier Mitarbeiter der Frankfurter Allgemeinen Zeitung. Seit 2011 ist er Mitherausgeber der Zeitschrift Nach Feierabend. Das Zürcher Jahrbuch für Wissensgeschichte. Er ist wissenschaftlicher Beirat von NZZ Geschichte und seit 2019 einer der Gastkommentatoren der NZZ am Sonntag.

## Ordnung und Unordnung des Wissens
In einem Aufsatz in der Neuen Zürcher Zeitung vom 13. Februar 2010 stellt er die Kritik von Vertretern der etablierten Universitäten an der Wikipedia in einen historischen Kontext, der bis in die Anfänge der Enzyklopädien der Aufklärung zurückreicht. Mit ihrem egalitären Arbeitsprinzip verstosse die Wikipedia gegen die Ordnung des Wissens, wonach öffentlicher Wahrheitsanspruch ein soziales Privileg sei, das von Bildungsinstitutionen verliehen werde. Langfristig bestehe die einzige Hoffnung der Wikipedia darin, diese Ordnung zu verändern, indem sie die akademische Elite integriere oder marginalisiere. In beiden Fällen würde diese Elite einen Reputationsverlust erleiden, und insofern könne man verstehen, dass die Wikipedia bei Akademikern Abwehrreflexe hervorrufe.
Im Streit um den Anspruch der Wikipedia als anerkanntes Referenzwerk sieht er die Neuauflage eines Machtkampfs, den sich Autoren der Académie française und Verfasser anderer, nicht mit der Aura eines Académiciens nobilitierter Autoren im 17. Jahrhundert geliefert haben. Als Vertreter eines «antiautoritären Gegen-Modells» führt er u. a. den Dictionnaire de Trévoux an, ein von anonymen Jesuiten verfasstes Nachschlagewerk. Die Autoren des Dictionnaire griffen die Akademie mit dem Argument an, diese sei wie ein «souveräner Gerichtshof», der das Recht habe, Urteile zu fällen, ohne Rechenschaft abzulegen, während man sie selbst als Anwälte betrachten müsse, «die nur soweit glaubwürdig sind, als sie auf gute Gründe oder sichere Zeugenaussagen gestützt sind».
Die Encyclopédie von Diderot und D’Alembert habe «Vernunftrhetorik und Machtgehabe, Kritik und Imitation der Akademie» erfolgreich verknüpft und sich schliesslich eine «neue, aufklärerische Autorität» erkämpft. Die Vereinigung des «Unvereinbaren, einen egalitären Elitismus» habe die Wikipedia bisher noch nicht erreicht.
Anlass von Hirschis Aufsatz war ein Artikel der Pulitzer-Preisträgerin Stacy Schiff im New Yorker, in dem sie einen Wikipedia-Autor mit dem Pseudonym Essjay vorstellte, hinter dem sich – nach ihren Aussagen – ein Theologie-Professor einer amerikanischen Universität verbarg. Die renommierte Autorin hatte nicht sauber recherchiert, das Pseudonym stand für den 24-jährigen Ryan Jordan, der sich mit falschen Titeln geschmückt hatte. Während Jordan seinen Job verlor und öffentlich an den Pranger gestellt wurde, nahm der Ruf der Journalistin erstaunlicherweise keinen Schaden. Hirschis Fazit dieses Vorfalls: «Die Ungleichbehandlung hat eine gewisse Logik, denn ein erfundener Titel ist für die westliche Wissensökonomie bedrohlicher als schlechte Forschungsarbeit: Er führt Falschgeld in den Wettbewerb um Glaubwürdigkeit ein.»

## Schriften

### Bücher
- Wettkampf der Nationen. Konstruktionen einer deutschen Ehrgemeinschaft an der Wende vom Mittelalter zur Neuzeit. Wallstein, Göttingen 2005, ISBN 3-89244-936-8 (zugleich revidierte Dissertation an der Universität Freiburg im Üechtland, 2004).
- The Origins of Nationalism: An Alternative History from Ancient Rome to Early Modern Germany. Cambridge University Press, Cambridge 2012, ISBN 978-0-521-76411-7.
- Zwischen Bleiwüste und Bilderflut. Formen und Funktionen des geisteswissenschaftlichen Buches. Harrassowitz, Wiesbaden 2015 (Jahrbuch der Internationalen Buchwissenschaftlichen Gesellschaft). ISBN 978-3-447-10474-6.
- Skandalexperten, Expertenskandale: zur Geschichte eines Gegenwartsproblems. Matthes & Seitz, Berlin 2018, ISBN 978-3-95757-525-8.

### Aufsätze (Auswahl)
- Die Regeln des Genies. Die Balance zwischen Mimesis und Originalität in Kants Produktionsästhetik. In: Conceptus. Zeitschrift für Philosophie. Band 82, 1999, S. 217–255.
- Das humanistische Nationskonstrukt vor dem Hintergrund modernistischer Nationalismustheorien. In: Historisches Jahrbuch. Band 122, 2002, S. 355–396.
- Vorwärts in eine neue Vergangenheit. Funktionen des humanistischen Nationalismus in Deutschland. In: Gerrit Walther, Thomas Maissen (Hrsg.): Funktionen des Humanismus: Studien zum Nutzen des Neuen in der humanistischen Kultur. Wallstein, Göttingen 2006, ISBN 3-8353-0025-3, S. 362–395.
- Höflinge der Bürgerschaft – Bürger des Hofes. Zur Beziehung von Humanismus und städtischer Gesellschaft (PDF; 487 kB). In: Gernot Michael Müller (Hrsg.): Humanismus und Renaissance in Augsburg: Kulturgeschichte einer Stadt zwischen Spätmittelalter und Dreissigjährigem Krieg. De Gruyter, Berlin 2010, ISBN 978-3-11-023124-3, S. 31–60.
- Moderne Eunuchen? Offizielle Experten im 18. und 21. Jahrhundert. In: Björn Reich, Frank Rexroth, Matthias Roick (Hrsg.): Wissen, maßgeschneidert. Experten und Expertenkulturen in der Vormoderne. Oldenbourg, München 2012, ISBN 978-3-486-71634-4, S. 290–328.
- Gleichheit und Ungleichheit in den Wissenschaften. Debatten in der Académie royale des sciences 1720–1790. In: Martin Mulsow, Frank Rexroth (Hrsg.): Was als wissenschaftlich gelten darf. Praktiken der Grenzziehung in Gelehrtenmilieus der Vormoderne. Campus, Frankfurt am Main / New York 2014, ISBN 978-3-593-42277-0, S. 515–540.
- Dass uns wegen der Automatisierung die Arbeit ausgeht, ist wenig plausibel. In: Neue Zürcher Zeitung. 3. Mai 2018.